# الم بلاف (آلاباما)
الم بلاف (به انگلیسی: Elm Bluff) یک منطقهٔ مسکونی در ایالات متحده آمریکا است که در شهرستان دالاس، آلاباما واقع شده‌است. الم بلاف ۱۱۰٫۰۳ متر بالاتر از سطح دریا واقع شده‌است.